# Šport u 1938.
◄◄ | ◄ | 1935. | 1936. | 1937. | 1938.  | 1939. | 1940. | 1941. | ► | ►►
Arhitektura • Astronomija • Biologija • Film • Fotografija • Glazba • Kazalište • Kemija • Kiparstvo • Knjige • Književnost • Kršćanstvo • Meteorologija • Medicina • Planinarstvo • Politika • Pravo • Promet • Slikarstvo • Strip • Šport • Televizija • Znanost • Zrakoplovstvo • Željeznički promet
Šport u 1938.

## Svijet

### Natjecanja

#### Svjetska natjecanja
- Od 5. do 6. veljače – Svjetsko prvenstvo u rukometu u Njemačkoj: prvak Njemačka
- Od 4. do 19. lipnja – Svjetsko prvenstvo u nogometu u Francuskoj: prvak Italija

#### Kontinentska natjecanja

##### Europska natjecanja
- Od 7. do 13. kolovoza – Europsko prvenstvo u vaterpolu u Londonu u Ujedinjenom Kraljevstvu: prvak Mađarska

### Osnivanja
- Moreirense Futebol Clube, portugalski nogometni klub

## Vanjske poveznice
|  | Zajednički poslužitelj ima još gradiva o temi Šport u 1938. |